# Ас-Сунайян
Ас-Сунайян Аль Сауд (араб. الثنيان آل سعود‎) — боковая ветвь королевской династии Саудитов, идущая от самого основателя клана Саудитов амира Эд-Диръия Сауда I (ок. 1720 — 1726).
Родоначальником ветви ас-Сунайян является сын амира Сауда I Сунайян ибн Сауд, один из первых последователей учения аль-Ваххаба, убедивший своего брата амира Мухаммада ибн-Сауда примкнуть к этой религиозной концепции.

## XIX век
Правнук Сунайяна Абдаллах II ибн Сунайян ибн Ибрахим (или просто Ибн Сунайян) на непродолжительное время смог занять престол амира Эр-Рияда (1841—1843 годы). Ибн Сунайян ранее бежал в племя мунтафик (Южный Ирак), затем в августе 1841 года вернулся в Неджд, где при поддержке амира Турки аль-Хаззани из Эль-Харика, а также племен субай, аджман и мурра поднял восстание против амира Эр-Рияда Халида I ибн Сауда Аль Сауда. Осенью Халид со своими войсками навсегда ушёл в провинцию Эль-Хаса. После этого Ибн Сунайян установил контроль над всем Недждом, а в конце 1841 года захватил Эр-Рияд. Весь Неджд был освобожденным от турецко-египетских войск. Вначале власть Ибн Сунайяна практически не распространилась ни на Эль-Касим, ни на Джебель-Шаммар, ни на провинцию Эль-Хаса, где находился Халид аль Сауд с отрядом египетских наемников. Вскоре Ибн Сунайян выбил Халида из Эль-Хасы, основные города и оазисы провинции подчинились Эр-Рияду, однако попытки Ибн Сунайяна продвинуться в сторону Омана встретили сопротивление англичан. Затем Ибн Сунайян послал подарки шерифу Мекки и новому османскому губернатору Джидды Осман-паше. Ибн Сунайян запомнился как жестокий правитель, он часто казнил своих противников (в чпстности, членов клана аль-Сулайри), хотя в аравийских традициях было прощать побеждённых. Увеличение налоговых поборов вызвало к нему ненависть его подданных. Шаммарский летописец Дари ибн Рашид характеризовал его «храбрым человеком, который, однако, пролил много крови и убил иного набожных людей». После возвращения из египетского плена амира Файсала I ибн Турки аль Сауда, поддержанного амиром Джебель-Шаммара Абдаллахом ар-Рашидом, Неджд стал постепенно переходить на его сторону. Иби Сунайян попытался мобилизовать своих сторонников, но его войска начали дезертировать. Бедуинские племена субай, сухуль, аджман, мутайр поддержали Фейсала, его войско увеличилось многочисленными перебежчиками от Ибн Сунайяна. Ибн Сунайян заперся в Эр-Рияде. Фейсал предложил ему покинуть столицу со всей его собственностью, но тот отказался, хотя положение его было безнадежным. Жители столицы отвернулись от Ибн Сунайяна. Летом 1843 года Эр-Рияд сдался, Ибн Сунайан был схвачен и в июле 1843 года был найден мёртвым в заточении. По мнению летописца Дари ибн Рашида, его убила тюремная охрана, мстя за своих казнённых родственников.

## XX—XXI век
Остальные члены клана ас-Сунайян были переселены османскими властями в Турцию. Ахмед ас-Сунайян, опытный дипломат, получивший образование в Стамбуле, знавший турецкий и французский языки, во время Первой мировой войны вернулся в Неджд, где стал доверенным лицом будущего короля Абд аль-Азиза. В мае 1913 года Ахмед ас-Сунайян принимал деятельное участие во взятии занятого турками города Эль-Хуфуф. В ноябре 1919 года он сопровождал принца Фейсала, сына Абд аль-Азиза, во время его официального визита в Лондон и Париж. Ахмед ас-Сунайян умер в 1921 году. В 1930 году принц Фейсал, будучи проездом в Стамбуле, посетил его вдову и пригласил её в Саудовскую Аравию. Вскоре Фейсал женился на дочери Ахмеда ас-Сунайяна по имени Иффат, которая стала его любимой и самой влиятельной женой. Несколько представителей клана ас-Сунайян переселились из Турции в Саудовскую Аравию, где приобрели влияние при дворе, заняли руководящие должности в госкорпорациях и нажили приличные состояния (например, принц Сауд бин Абдаллах бин Сунайян является Председателем Совета директоров государственных компаний SABIC и Marafiq). К концу правления короля Фейсала Иффат в знак особого уважения называли «королевой», чего ранее никогда в Саудовской Аравии в отношении королевских жён не наблюдалось.
От брака с Иффат у короля Фейсала родилось пятеро сыновей и четыре дочери. В настоящее время сыновья Фейсала и Иффат составляют политический клан ас-Сунайян внутри династии Аль Сауд: принц Мухаммад (р. 1937), заместитель министра сельского хозяйства, принц Бандар, принц Сауд (р. 1941), министр иностранных дел, принц Турки (р. 1945), генеральный директор Разведывательной службы (Al Mukhabarat Al A'amah; 1977—2001), затем посол в США (2005—2007), принц Абдул-Рахман.